# Anatosaurus

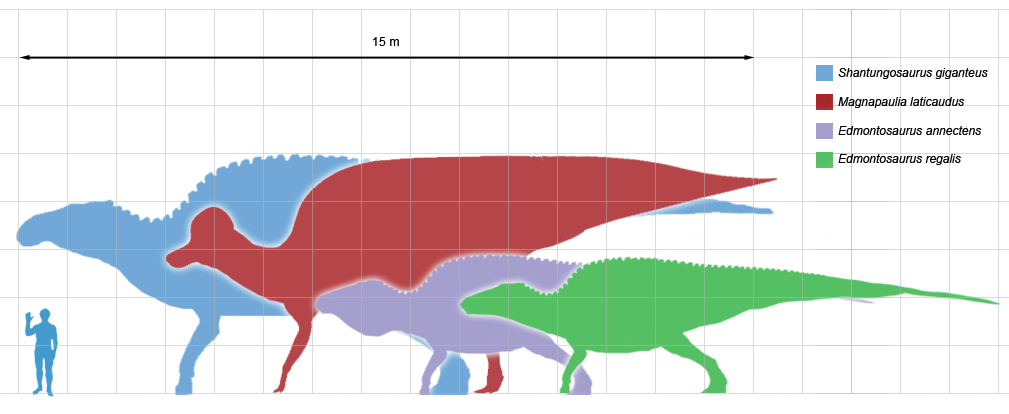

Anatosaurus ("kachní ještěr") byl rod ptakopánvého kachnozobého dinosaura. Jeho maximální délka se pohybovala kolem 12 metrů, žil v období pozdní křídy. Patřil mezi býložravce, žijící převážně ve stádech. Jeho hlava byla velice široká a zakončena tlamou ve tvaru zobáku. Mohlo však jít pouze o nejpozději přežívající populaci rodu Edmontosaurus.
Anatosaurus měl zuby až hlouběji v čelistech, živil se hlavně jehlicemi borovic, větévkami, semeny a také ovocem. Mnoho odborníků si myslelo, že tento ještěr žil především ve vodě, protože na jeho končetinách mezi prsty se nacházelo něco jako plovací blána. Závěr odborníků byl ale takový, že tato blána představovala zbytky tlap, takže ještěr stál většinu času na zemi.